# Sonagara strigipennis
Sonagara strigipennis är en fjärilsart som beskrevs av Moore 1882. Sonagara strigipennis ingår i släktet Sonagara och familjen Thyrididae. Inga underarter finns listade i Catalogue of Life.